# Kunar (provins)

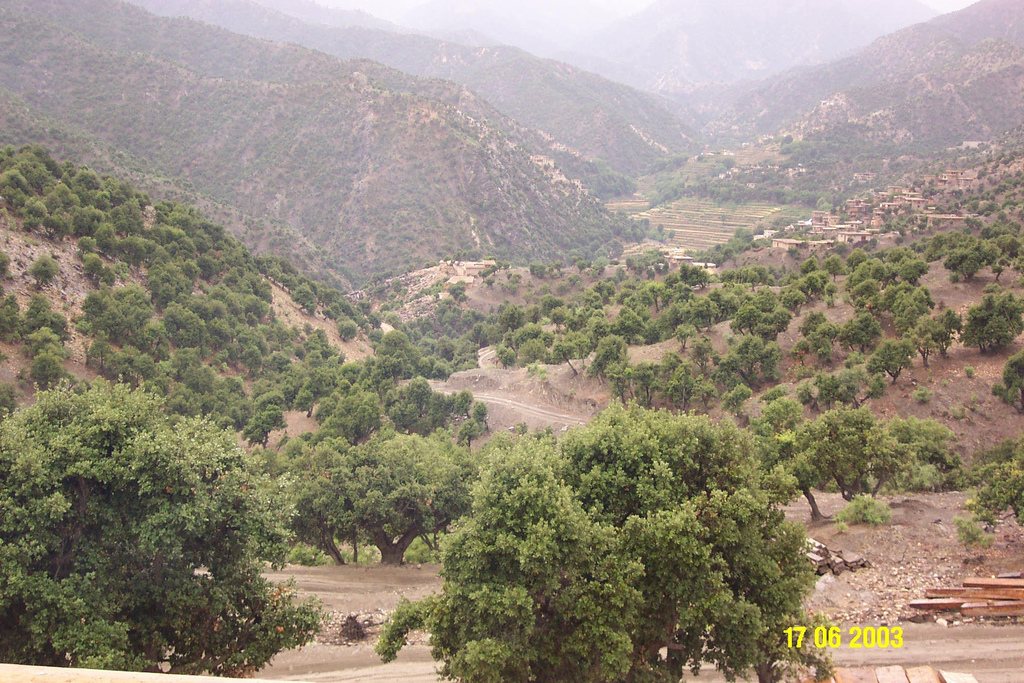
Korengaldalen

Kunar (Persiska: كونار; Pashto: کُنَر) är en av Afghanistans 34 provinser (wilayat). I Kunar bor cirka 390 200 personer. Provinsens huvudstad är Asadabad.

## Administrativ indelning
Provinsen är indelad i 15 eller 16 distrikt. Distriktet Shigal wa Sheltan kan även betraktas som två distrikt, Shigal och Sheltan, där det senare är provisoriskt.
- Asadabad
- Bar Kunar
- Chapa Dara
- Chawkay
- Dangam
- Dara-ye Pech
- Ghaziabad
- Khas Kunar
- Marawara
- Narang
- Nari
- Nurgal
- Shigal wa Sheltan
- Sarkani
- Watapur